# Neue Admiralitätsinsel (Sankt Petersburg)
Die Neue Admiralitätsinsel (russisch Ново-Адмиралтейский остров Nowo-Admiralteiski ostrow) ist eine unbewohnte Flussinsel in Sankt Petersburg, die dem Stadtbezirk Admiralteiski zugeordnet ist. Sie wurde im 18. Jahrhundert künstlich angelegt. Auf der Insel befindet sich ein Teil der Admiralitätswerft. Sie ist für die Öffentlichkeit nicht zugänglich. Die Insel wird von den Flüssen Newa und Moika sowie dem Neuen Admiralitätskanal begrenzt. Die Schiffbrücke verbindet die Neue Admiralitätsinsel mit der Matissoinsel und die Admiralitätsbrücke führt zur 2. Admiralitätsinsel.

## Geschichte
In den Jahren von 1716 bis 1717 wurden zwei neue Kanäle angelegt, die dann zu Beginn des 19. Jahrhunderts bzw. zu Beginn des 20. Jahrhunderts wieder zugeschüttet wurden. Im 18. Jahrhundert befand sich zunächst die „Galeerenwerft“ auf der Insel. 1800 wurde die Werft der Admiralität auf die Insel verlegt und die Galeerenwerft nun „Neue Admiralitätswerft“ genannt. Von der Werft leitet sich der Inselname „Neue Admiralitätsinsel“ ab. Im Zuge der Verlegung der Werft auf die Insel Kotlin gibt es Pläne, die Insel für andere Zwecke zu entwickeln.

## Entstehungsgeschichte
Das historische Zentrum von Sankt Petersburg liegt zwischen den Flüssen Newa und Fontanka. In diesem Bereich lagen vor der Stadtgründung im Jahr 1703 zwei Inseln. Die Insel zwischen Newa und Moika ist auf schwedischen Karten von 1676 und 1682 mit dem Namen Usadisa (auch finnisch: Usadissa-saari) bezeichnet. Die Insel zwischen der Moika und der Fontanka nannten die Schweden Peryka-Saari.
Die Insel Ussadiza, auf der heute das historische Zentrum von Sankt Petersburg liegt, wurde in den Jahren von 1715 bis 1720 durch sechs parallel verlaufende Kanäle geteilt, um die Stadt auch über Schiffskanäle verkehrstechnisch zu erschließen. Dabei entstanden der Schwanenkanal, der Rote Kanal, der Winterkanal, der Meisterkanal, der  Admiralitätskanal und der Krjukowkanal. Später wurden der Rote Kanal und der Meisterkanal wieder vollständig und der Admiralitätskanal teilweise zugeschüttet. Von den ursprünglich 14 Inseln sind noch 10 erhalten: die Sommergarteninsel, die 1. Admiralitätsinsel, die 2. Admiralitätsinsel, die Insel Neu-Holland, die Neue Admiralitätsinsel, die Matissowinsel, die Kolomnainsel, die Kasaninsel, die Erlöserinsel und die Mariä-Schutz-Insel.
Die Neue Admiralitätsinsel wurde im 18. Jahrhundert künstlich geschaffen, indem man einen Teil der Insel Ussadiza (russisch Усадица Ussadiza) durch den Neuen Admiralitätskanals abtrennte. Der Kanal zweigt von der Moika ab und mündet im Newa-Delta.

## Kirche des Erlösers auf dem Wasser
Nach dem verlorenen Russisch-Japanischen Krieg 1904–1905 sollte zu Ehren der gefallenen Soldaten eine Gedenkstätte geschaffen werden. Am 22. Novemberjul. / 5. Dezember 1908greg. wurde ein Komitee gegründet, um die benötigten Spenden für eine Kirche einzuwerben. Als Standort für die Kirche wurde ein Grundstück am linken Ufer der Newa, am Englischen Damm 76 (russisch Английская набережная Anglijskaja nabereschnaja), in der Nähe der Admiralitätswerft und des Marinekorps gewählt. Der Baugrund wurde zu einem kleinen Hügel aufgeschüttet, der an einen Grabhügel erinnern sollte. Am 15. Maijul. / 28. Mai 1910greg., dem fünften Jahrestag des Endes der Seeschlacht bei Tsushima, fand die Grundsteinlegung statt. Bereits am 14. Septemberjul. / 27. September 1910greg. konnte mit der Errichtung des Kreuzes auf der Kuppel der Rohbau fertiggestellt und Richtfest gefeiert werden. Am 31. Juli 1911 31. Julijul. / 13. August 1911greg. fand in Anwesenheit von Kaiser Nikolaus II. und weiterer prominenter Persönlichkeiten die offizielle Einweihung der Kirche des „(Christus) Erlösers auf dem Wasser“ (russisch Спаса-на-Водах Spassa-na-Wodach) statt.
Der Baustil ist den Weißen Monumenten von Wladimir und Susdal (UNESCO-Welterbe aus dem 12. Jahrhundert) nachempfunden. Der Architekt war Marian Marianowitsch Peretjatkowitsch und der ausführende Bauingenieur Sergei Sergejewitsch Smirnow (russisch Сергей Сергеевич Смирнов, wiss. Transliteration Sergej Sergeevič Smirnov). Die Fassade mit den Steinreliefs wurde von dem Bildhauer B. M. Mikeschin (russisch Б. М. Микешин, wiss. Transliteration B. M. Mikešin) gestaltet. Die Innenräume wurden im russischen Stil dekoriert. Die Mosaiken gestalteten bekannte Künstler. Bronzene Gedenktafeln mit den Namen der gefallenen Seeleute wurden an den oberen Innenwänden angebracht. Außerdem wurde in der Kirche an den Krieg Erinnerndes wie Fahnen, persönliche Gegenstände, Fotos, Dokumente und militärische Auszeichnungen, gesammelt.
Als Rektor wurde im Sommer 1911 der Erzpriester Wladimir Alexandrowitsch Rybakow (russisch Владимир Александрович Рыбаков), wiss. Transliteration (Vladimir Aleksandrovič Rybakov) (* 15. Juli 1869 23. Junijul. / 5. Juli 1869greg.) berufen, der dieses Amt bis zur Schließung der Kirche 1932 mehr als 20 Jahre lang ausübte.
Anfang 1918 wurde das Kirchengebäude verstaatlicht und die Gottesdienste wurden verboten. Auf Bitten der Bevölkerung und Druck der Angehörigen der gefallenen Soldaten wurde am 22. Oktober 1919 eine Selbstverwaltungskörperschaft geschaffen und die Gottesdienste konnten wieder aufgenommen werden. Am 20. Februar 1924 kam es unter dem Vorwand, dass die Selbstverwaltungskörperschaften die Wertgegenstände nicht rechtzeitig übergeben hätten, zu einer erneuten Schließung der Kirche. Nach einer Beschlagnahme von Wertgegenständen wurde die Kirche am 31. März 1924 wiedereröffnet. Ab Sommer 1929 nahmen die Repressionen seitens der Regierung wieder zu. 1930 wurden notwendige Reparaturen durchgeführt. 1931 kamen die ersten Pläne zum Abriss der Kirche auf, um die Werft zu erweitern. Ende Dezember wurde der Selbstverwaltungskörperschaft eröffnet, dass die Kirche abgerissen werden solle. Am 7. März 1932 wurde die Beschwerde gegen den Beschluss abgelehnt. Am 8. März wurde die Kirche geräumt und bald darauf gesprengt.
Durch die Wucht der Explosion wurden vier Mosaike („Das Kreuz tragen“, „Das Gebet um den Kelch“, „Der Erlöser mit der Dornenkrone“ von Wiktor Michailowitsch Wasnezow) sowie ein Fragment des Altarbilds „Der Heiland auf dem Wasser“ (von Nikolai Alexandrowitsch Bruni (russisch Николай Александрович Бруни, wiss. Transliteration Nikolaj Aleksandrovič Bruni) (1856–1935) herausgerissen und landeten auf dem Grund des Neuen Admiralitätskanals. Von dort waren sie eine Zeitlang vom Ufer aus zu sehen, bis sie heimlich geborgen und in den Kellern des Russischen Museums versteckt wurden. Die Mosaike wurden erst 1995 wiederentdeckt.
Nach dem Ende der Sowjetunion wurde am 22. November 1990 das „St. Petersburger Komitee für die Wiederherstellung der Kirche des Erlösers auf dem Wasser“ gegründet. 1995 wurde die Bauplanung (Architekt W. Butyrin (russisch В. Бутырин, wiss. Transliteration V. Butyrin)) abgeschlossen. Am 27. Mai 1998, am 93. Jahrestag des Beginns der Schlacht von Tsushima, wurde der Grundstein zur neuen Kirche gelegt, die dem heiligen Nikolaus von Myra geweiht ist. 2002 wurde die Kirche eingeweiht. In ihr wird das originale goldene Altarkreuz aufbewahrt, das über Umwege aus Paris wieder seinen Weg in die Kirche zurückgefunden hat.

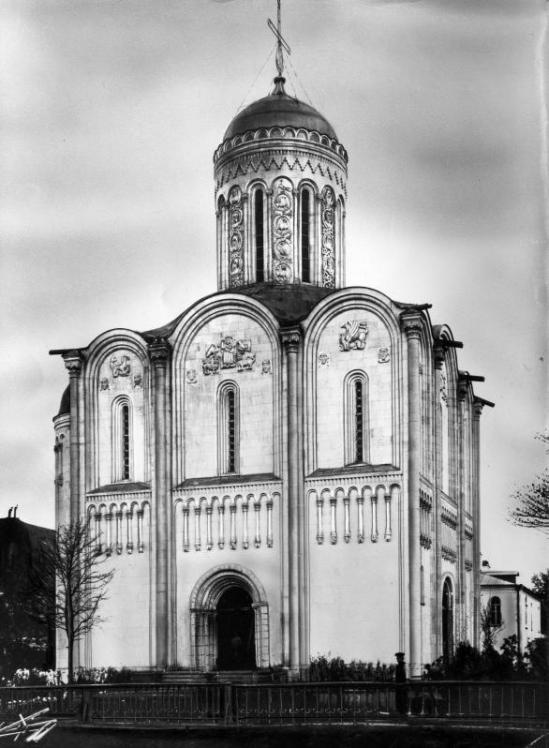
Gesamtansicht der Kirche (etwa 1910er Jahre)
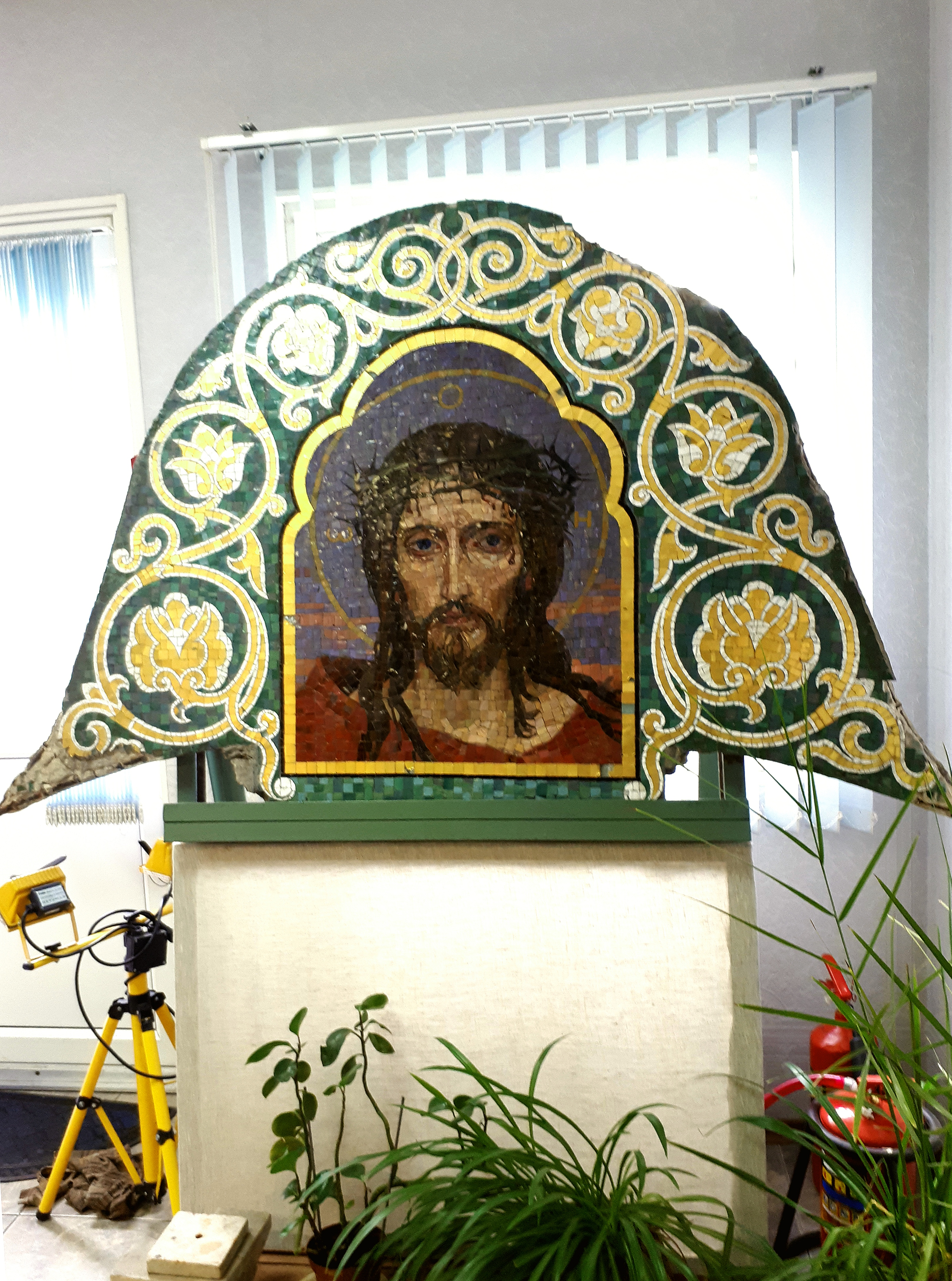
Vor der Zerstörung gerettetes Fragment des Mosaiks „Der Erlöser mit der Dornenkrone“ aus der Kirche
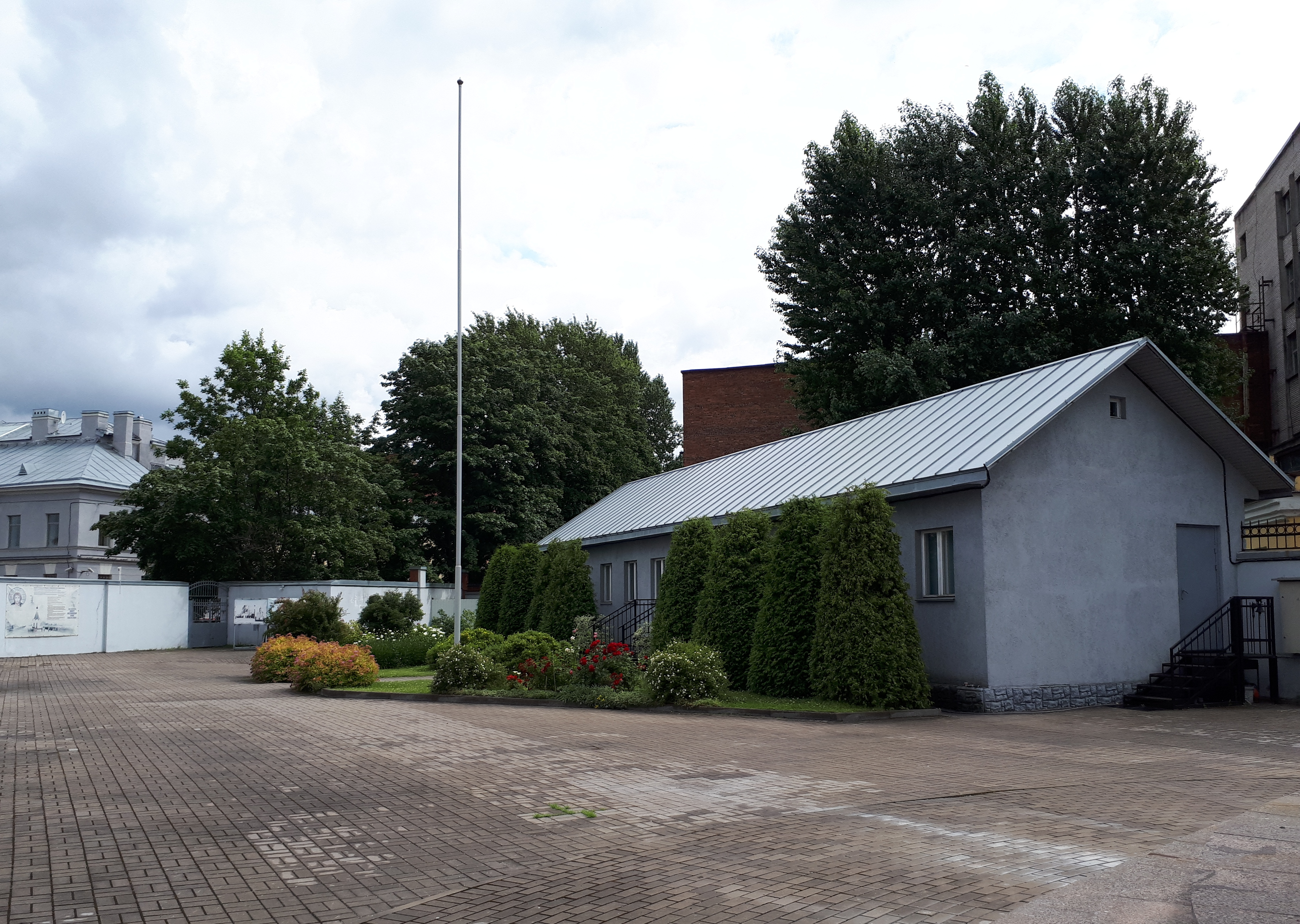
In diesem Gebäude (Anglijskaja nabereschnaja 76A) wird das Mosaik aufbewahrt

Weiter Bilder zum Innenraum sind im Internet verfügbar.